# Просечен
 Тази статия е за селото в България.  За селото в Гърция вижте Просечен (дем Просечен).  
Просечен (изписване до 1945 година: Просѣченъ) е село в Североизточна България. То се намира в община Суворово, Варненска област. Името му до 1934 година е Боаз кесен (Отсичане на проток).

## Население
Численост на населението според преброяванията през годините:
| \| Година на преброяване \| Численост \| \| --------------------- \| --------- \| \| 1934 \| 231 \| \| 1946 \| 213 \| \| 1956 \| 243 \| \| 1965 \| 144 \| \| 1975 \| 102 \| \| 1985 \| 68 \| \| 1992 \| 65 \| \| 2001 \| 38 \| \| 2011 \| 21 \| \| 2021 \| 23 \| |           |
| Година на преброяване | Численост |
| 1934 | 231       |
| 1946 | 213       |
| 1956 | 243       |
| 1965 | 144       |
| 1975 | 102       |
| 1985 | 68        |
| 1992 | 65        |
| 2001 | 38        |
| 2011 | 21        |
| 2021 | 23        |

### Етнически състав

#### Преброяване на населението през 2011 г.
Численост и дял на етническите групи според преброяването на населението през 2011 г.:
|                     | Численост | Дял (в %) |
| Общо                | 21        | 100.00    |
| Българи             | ?         | ?         |
| Турци               | –         | –         |
| Цигани              | –         | –         |
| Други               | ?         | ?         |
| Не се самоопределят | ?         | ?         |
| Неотговорили        | –         | –         |

## Религии
В село Просечен всички са християни и живеят само българи. Хората много се уважават и празнуват всички празници заедно. Преди когато живееха повече хора и бяха по-млади, всички заедно празнуваха празниците в училището. Там прожектираха и филми и цялото село се събираше в тези вечери. Жените празнуваха Бабинден, а децата ходеха на лазаруване, облечени в много хубави селски носии.

## Културни и природни забележителности
Там живеят малко на брой жители предимно възрастни, но забележителностите са много. Природата е чиста, въздухът – също. Няма никакви замърсители, тъй като много рядко минават превозни средства, освен личните на живеещите там. Някои къщи са продадени на чужденци, някои са изоставени.